# Tošihiro Aojama
Tošihiro Aojama (* 22. červen 1986) je japonský fotbalista.

## Reprezentace
Tošihiro Aojama odehrál 12 reprezentačních utkání. S japonskou reprezentací se zúčastnil Mistrovství světa 2014. 
První gól za Japonsko vstřelil 31. března 2015 proti Uzbekistánu.

Byl v předběžné nominaci na Mistrovství světa ve fotbale 2018, jenže se v přípravném zápase s Ghanou zranil.

## Statistiky
| Japonsko | Japonsko | Japonsko |
| Roky     | Záp.     | Góly     |
| -------- | -------- | -------- |
| 2013     | 3        | 0        |
| 2014     | 4        | 0        |
| 2015     | 1        | 1        |
| 2016     | 0        | 0        |
| 2017     | 0        | 0        |
| 2018     | 3        | 0        |
| 2019     | 1        | 0        |
| Celkem   | 12       | 1        |